# Qutb (sufismo)
Quṭb, Qutub, Kutb, o Kutub (in arabo قطب‎?), significa letteralmente 'asse', 'centro' o 'polo' .  Il termine quṭb può riferirsi ai movimenti celesti, e utilizzato quindi come termine astronomico, o a un simbolo spirituale. Nel Sufismo, Qutb è l'essere umano perfetto, al-insān al-kāmil, che guida le sante gerarchie.  Il Quṭb è la guida spirituale dei Sufi, colui che ha una divina connessione con Dio e che trasmette la conoscenza, fatto che lo rende il centro o il perno del sufismo, ma è sconosciuto al mondo. C'è solo un Quṭb per ogni era ed è un'infallibile guida spirituale. Egli è rivelato a un ristretto gruppo di mistici dal momento che c'è un "bisogno umano di una conoscenza diretta di Dio".
Secondo l'Institute of Ismaili Studies (che studia l'Ismailismo, ramo dell'Islam sciita), "nella letteratura mistica, ad esempio negli scritti di Tirmidhi, ʿAbd al–Razzāq e Ibn ʿArabī, il termine quṭb è riferito al più perfetto essere umano (al–insān al-kāmil) che si pensa sia la guida universale di tutti i santi, il mezzo che collega il divino e l'umano, la cui presenza è necessaria per l'esistenza del mondo."

## IlQuṭbnelle Scritture
Negli insegnamenti di al-Ḥakīm Tirmidhī si ipotizza che il Quṭb sia il capo della gerarchia dei santi e vengono fornite prove derivate dalle scritture per sostenere il credo nel Quṭb. Il ḥadīth attribuito a Ibn Masʿūd è stato portato come prova dell'esistenza del quṭb. Muhammad Rashīd Ridā dubita dell'affidabilità dell'isnad di questo hadīth e lo esclude.

## Qutb Temporale e Qutb Cosmico

### Qutb Temporale
Ci sono due diverse idee di Qutb nel Sufismo: Qutb Temporale e Qutb Cosmico. La connessione fra il Qutb temporale e cosmico garantisce che Dio è presente nel mondo in ogni era. Il Qutb Temporale è noto come "l'aiutante" o al-ghawth ed è situato in una persona sulla Terra. Il Qutb cosmico si manifesta nel Qutb temporale come una virtù la cui origine risale sino ad Al-Hallaj. Il qutb temporale è la guida spirituale dei santi legati alla Terra. Si dice che tutti gli esseri - segreti, animati e inanimati - devono sottomettersi al qutb che ottiene così una grande autorità. I soli esseri che non sottostanno a quest'obbligo sono gli al-afrād (i singoli), ossia gli angeli, i jinn, che sono sotto la giurisdizione del Khadir e quelli che appartengono al decimo livello dei rijāl al-ghayb.
A causa della natura segreta del qutb, dove (o in chi) questo risieda è opinabile. Si pensa in genere che il qutb sia presente corporalmente o spiritualmente alla Mecca nella Kaʿba, che è detta il suo maqām.

### Qutb Cosmico
Il Qutb Cosmico è l'Asse dell'Universo in una dimensione più elevata da dove origina il potere del Qutb temporale.

## La gerarchia cosmica del Qutb
La gerarchia cosmica è il modo in cui si assicura l'esistenza del potere spirituale attraverso il cosmo. Due descrizioni di questa gerarchia vengono da grandi personalità Sufi. La prima viene da La Corte divina di Ali Hujwiri.  Ci sono 300 akhyār (“eccellenti”), 40 abdāl (“sostituti”), 7 abrār (“pii devoti”), 4 awtād (“pilastri”) 3 nuqabāʾ (“guide”) e un qutb.
La seconda versione è quella di Ibn Arabī che differisce.  Ci sono 8 nujabāʾ (“nobili”), 12 nuqabāʾ, 7 abdāl, 4 awtād, 2 aʾimmah (“guide”) e il qutb.

## Persone chiamate Qutb o Qutb al-din
Qutb può anche essere un nome proprio di persona.
- Qutb al-Din di Delhi (?-1210), Sultano di Delhi
- Qotb al-Din Shirazi (1236–1311), astronomo persiano
- Shirdi Sai Baba (28 settembre 1838 – 15 ottobre 1918) guru indiano, yogi e fachiro che è considerato un santo dai suoi seguaci. Successivamente è stato chiamato Qutub-e Irshād (il più elevato dei 5 Qutb del Sufismo), un "Pilastro dell'Universo" nella gerarchia spirituale.
- Sayyid Qutb (1906–1966), ideologo egiziano di un'accezione jihādista del Fondamentalismo islamico, fondatore dei Fratelli Musulmani.

## Costruzioni
- Complesso di Qutb, gruppo di monumenti e costruzioni a Mehrauli nei pressi di Delhi, India
- Qutb Minar, minareto di mattoni a Delhi, India